# Wibrysy muchówek

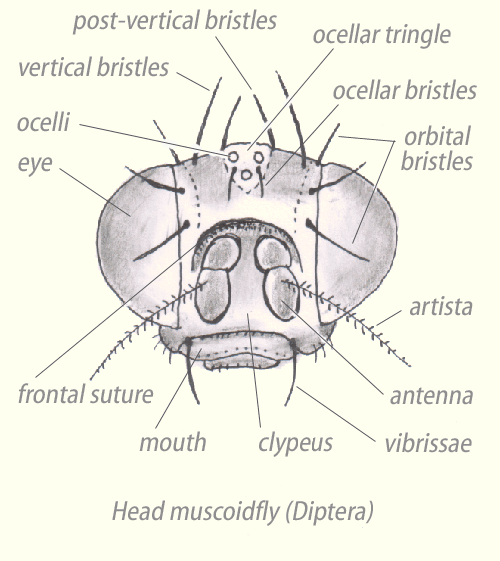
Głowa muchówki z grupy Muscomorpha, wibrysy podpisane jako vibrissae

Wibrysy (łac. vibrissae, l. poj. vibrissa) – rodzaj szczecinek zmysłowych (macrochaeteae) występujący u niektórych muchówek. 
Szczecinki te osadzone są w kącie policzkowym i skierowane ku przodowi głowy. Zazwyczaj ich grubość jest większa niż w przypadku szczecinek twarzowych i perystomalnych.